# Золотий Колос (Ростовська область)
Золотий Колос — селище у складі Розсвітовского сільського поселення Аксайського району Ростовської області.
Населення — 747 осіб (2010 рік).

## Географія
Селище Золотий Колос розташовано за 10 км на північ від міста Аксай у верхів'ях Великої Камишувахи, — притоки Темерника.

### Вулиці
- вул. Вишнева,
- вул. Зелена,
- вул. Степова.

## Транспорт
Поряд з селищем проходить дорога М4 «Дон».